# August von Werder

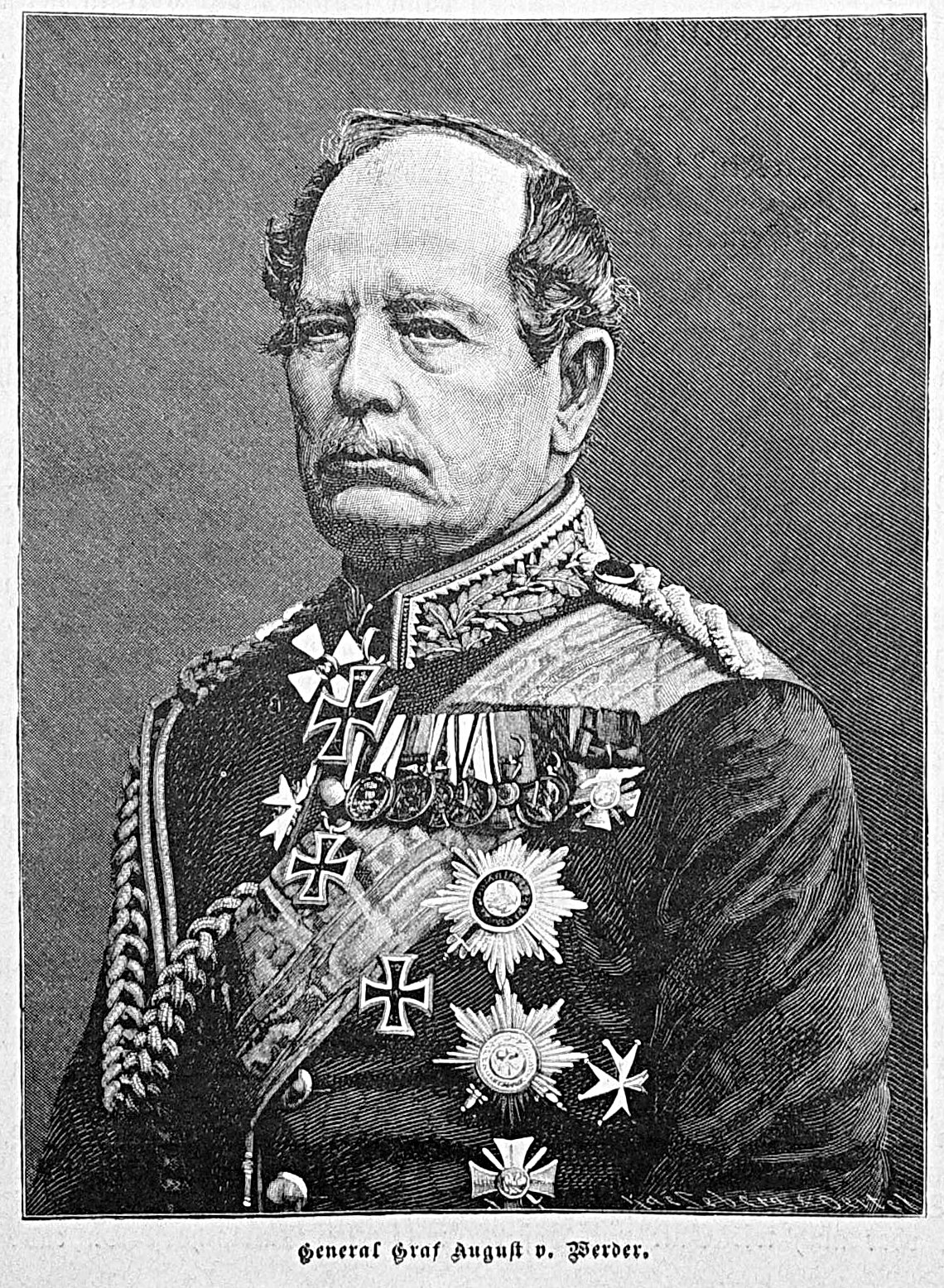
Graf August von Werder

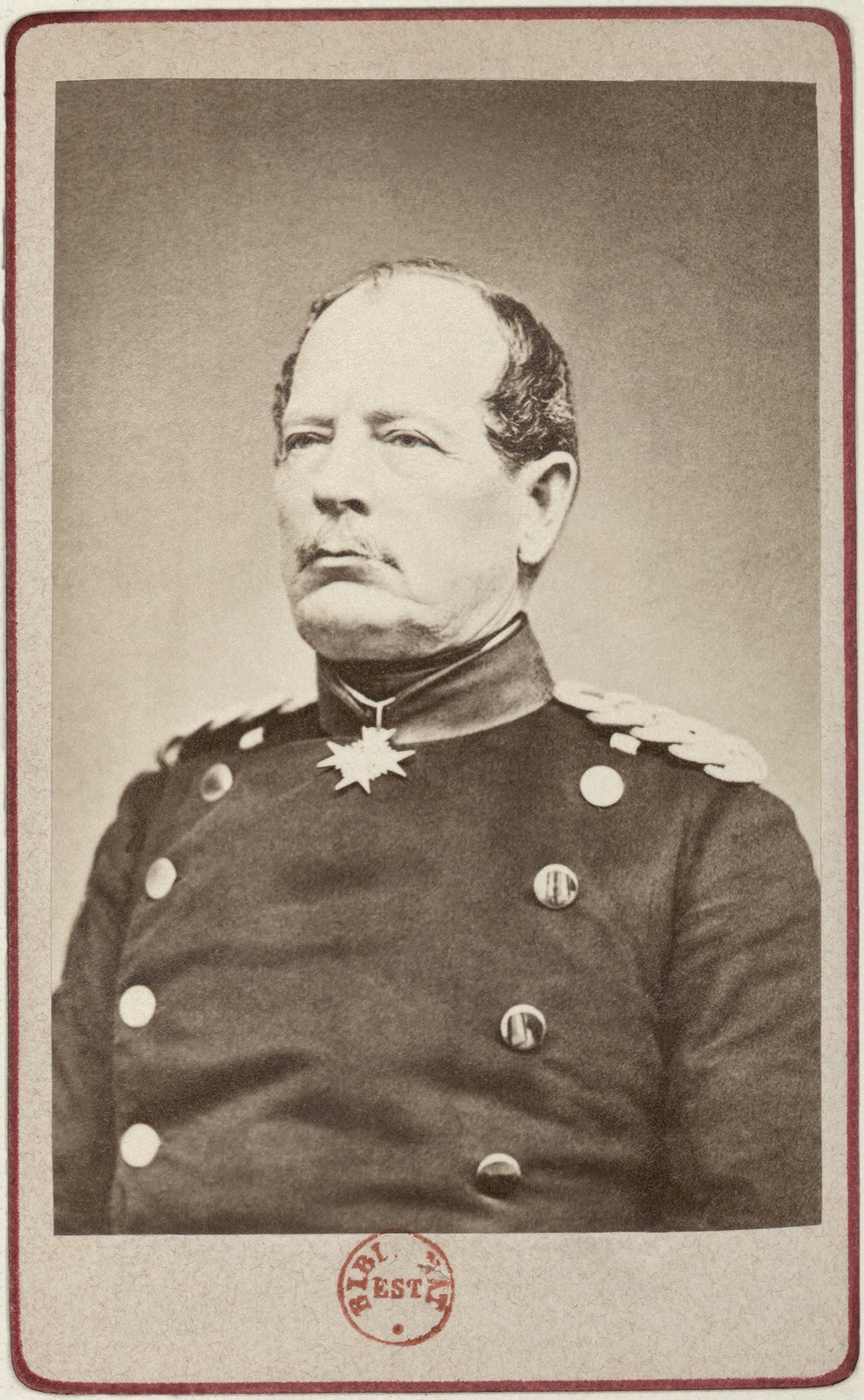
August Graf von Werder, 1871

Wappen des Grafen August von Werder (aus dem Grafendiplom vom 15. April 1879)

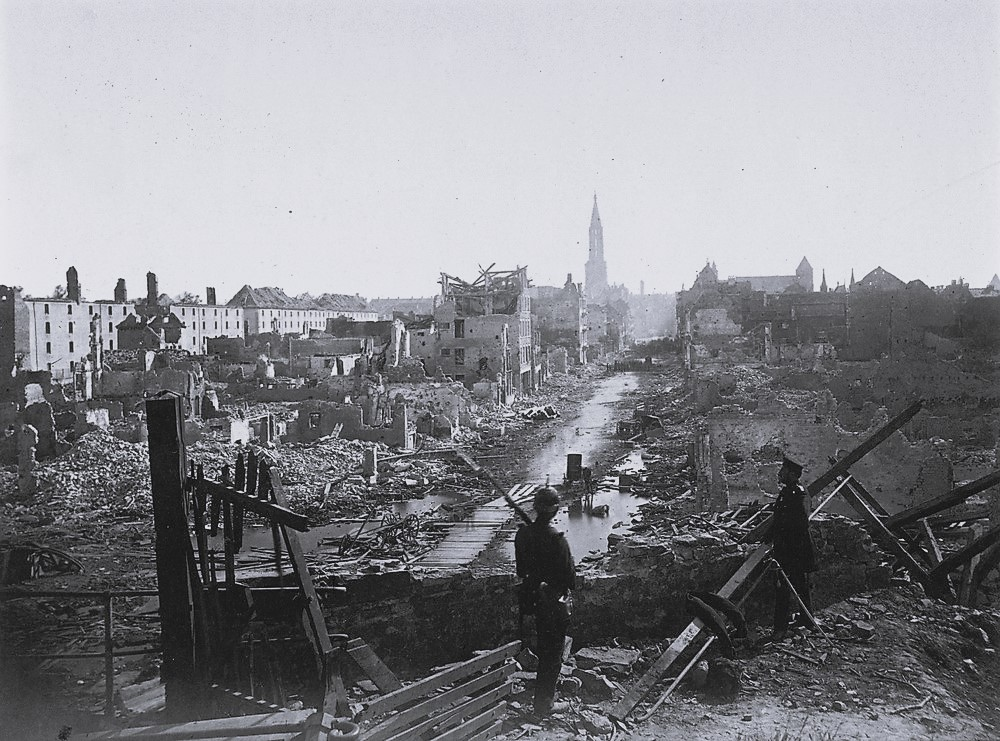
Straßburg am Tag nach der Kapitulation

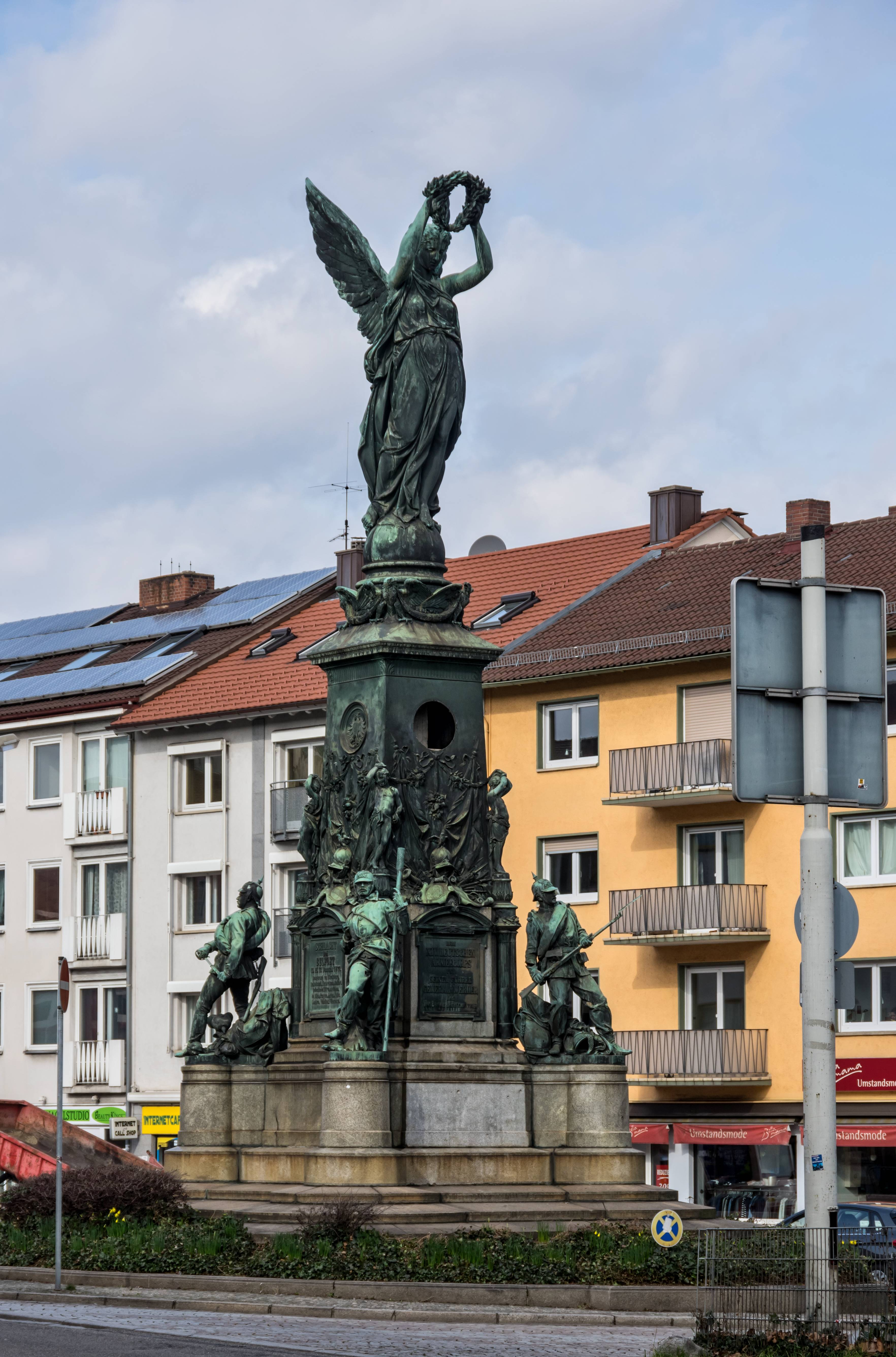
Siegesdenkmal Freiburg im Breisgau

Graf Karl Friedrich Wilhelm Leopold August von Werder (* 12. September 1808 in Schloßberg (Amt Norkitten), Ostpreußen; † 12. September 1887 auf Gut Grüssow, Pommern) war ein preußischer General der Infanterie.

## Leben

### Herkunft
August von Werder entstammt dem märkischen Adelsgeschlecht von Werder. Er war der Sohn des preußischen Generalleutnants Hans von Werder (1771–1837) und dessen Ehefrau Friederike, geborene Wedde (1783–1864).

### Militärkarriere
Werder trat am 14. Juni 1825 bei der 6. Kompanie in das Regiment der Gardes du Corps der Preußischen Armee ein und wurde 1826 als Sekondeleutnant zum 1. Garde-Regiment zu Fuß versetzt. 1839 wurde er Lehrer im Kadettenkorps und später zum Topographischen Büro kommandiert. Als Premierleutnant nahm er 1842/43 freiwillig am russischen Feldzug im Kaukasus teil. Nach seiner Rückkehr 1846 wurde er als Hauptmann zum Generalstab versetzt, später als Major zum 33. Infanterie-Regiment. 1853 wurde er Kommandeur des Landwehr-Bataillons im 40. Infanterie-Regiment, 1856 des 4. Jäger-Bataillons, dann Oberstleutnant im 2. Garde-Regiment zu Fuß und zugleich mit der Führung der Geschäfte der Inspektion der Jäger und Schützen sowie des Kommandos des Reitenden Feldjägerkorps beauftragt. 1859 wurde Werder zum Oberst und Inspekteur der Jäger und Schützen und des Reitenden Feldjägerkorps ernannt, 1863 zum Generalmajor und 1866 zum Generalleutnant.
Während des Krieges gegen Österreich kommandierte Werder 1866 die 3. Division bei Gitschin und Königgrätz. Im Krieg gegen Frankreich erhielt er 1870 den Oberbefehl über das Belagerungskorps vor Straßburg. Bei der Belagerung ließ Werder im August 1870 in nur fünf Tagen rund 195.000 Granaten auf die Stadt feuern, womit er gewaltige Schäden (u. a. an der Kathedrale und deren Kunstschätzen) anrichtete. Nachdem ihm die Munition ausgegangen war, wechselte er zur traditionellen Form der Belagerung. Nach der Kapitulation von Straßburg erhielt er, zum General der Infanterie ernannt, das Kommando des neu gebildeten XIV. Armee-Korps, mit dem er im Oktober in die Franche-Comté eindrang, Dijon besetzte und die Garibaldiner in Schach hielt. Auf die Kunde von Bourbakis Anmarsch hin wich er im Januar 1871 nach Belfort zurück, konnte im Gefecht bei Villersexel (9. Januar) einen Rückzug ohne größere Verluste erreichen, damit etwas Zeit gewinnen und den Angriff der überlegenen französischen Ostarmee in der dreitägigen Schlacht an der Lisaine (15.–17. Januar) standhalten und ihn zurückweisen. Die anschließende Verfolgung der Ostarmee zwang diese zum Übergang und zur Internierung in die Schweiz.
Diese Waffentat verschaffte ihm hauptsächlich in Süddeutschland eine große Popularität. In Freiburg im Breisgau wurde ihm zu Ehren das Siegesdenkmal errichtet und er erhielt die Ehrendoktorwürde der Universität. Zudem war dort – von 1875 bis 2007 – eine Straße nach ihm benannt, wie auch in vielen anderen badischen Städten, aber auch in Köln (Belgisches Viertel). Nach Friedensschluss bekam Werder das Großkreuz des Eisernen Kreuzes sowie eine Dotation in Höhe von 200.000 Talern; ebenfalls 1871 wurde er zum Chef des 4. Rheinischen Infanterie-Regiments Nr. 30 ernannt. 1875 feierte er unter großen Ovationen sein 50-jähriges Dienstjubiläum und erhielt 1. April 1879 unter Erhebung in den Grafenstand den erbetenen Abschied. Er starb 12. September 1887 auf Schloss Grüssow.

### Familie
August von Werder heiratete am 12. Februar 1848 Hedwig von Borcke (1823–1854) aus dem Hause Stargordt. Sein Sohn Hans (1850–1896) war mit Magarethe von Kameke (1866–1919), Tochter des Ministers Georg von Kameke verheiratet. Seine Tochter Eugenie (1853–1879) heiratete am 29. Oktober 1873 in Karlsruhe den späteren preußischen Generalleutnant Karl Roeder von Diersburg (1840–1916).

## Auszeichnungen

### Orden und Ehrenzeichen
- Schwarzer Adlerorden mit der Kette
- Großkreuz des Roten Adlerordens mit Eichenlaub und Schwertern am 22. Januar 1871
- Großkomtur mit Stern des Königlichen Hausordens von Hohenzollern am 22. September 1877
- Pour le Mérite mit Eichenlaub
  - Pour le Mérite am 20. September 1866
  - Eichenlaub am 18. Januar 1871
- Ehrenritter des Johanniterordens
- Preußisches Dienstauszeichnungskreuz
- Ehrenkreuz I. Klasse des Fürstlich Hohenzollernschen Hausordens mit Schwertern
- Orden der Treue
- Großkreuz des Militär-Karl-Friedrich-Verdienstordens am 6. April 1871
- Großkreuz des Ordens vom Zähringer Löwen mit Schwertern und der goldenen Krone mit Brillanten am 14. Oktober 1875
- Großkreuz des Bayerischen Militärverdienstorden am 4. April 1871
- Großkreuz des Hessischen Ludwigsordens
- Mecklenburgisches Militärverdienstkreuz I. Klasse am 4. Dezember 1866
- Ehrenkreuz von Schwarzburg I. Klasse
- Großkreuz des Ordens der Württembergischen Krone
- Großkreuz des Württembergischen Militärverdienstordens am 1. Februar 1871
- Komtur II. Klasse des Verdienstordens Adolphs von Nassau mit Schwertern am 16. April 1861
- Komtur des ö.-k. Leopold-Ordens am 19. Dezember 1863
- Alexander-Newski-Orden am 20. Juni 1871
- Orden vom Weißen Adler
- Russischer Orden der Heiligen Anna I. Klasse
- Sankt-Stanislaus-Orden I. Klasse am 11. Juni 1864
- Russische Medaille zur Beendigung des Feldzuges im Kaukasus am 16. September 1864
- Russischer Orden des Heiligen Georg III. Klasse am 30. Oktober 1870
- Orden des Heiligen Wladimir IV. Klasse[7]

### Ehrungen
Eine Kaserne der Bundeswehr in Saarlouis trägt den Namen Graf-Werder-Kaserne, außerdem sind Straßen in verschiedenen Städten in Deutschland nach ihm benannt.
Die damals selbstständige Stadt Gräfrath (heute Solingen-Gräfrath) verlieh ihm die Ehrenbürgerwürde.